# Ecologisme

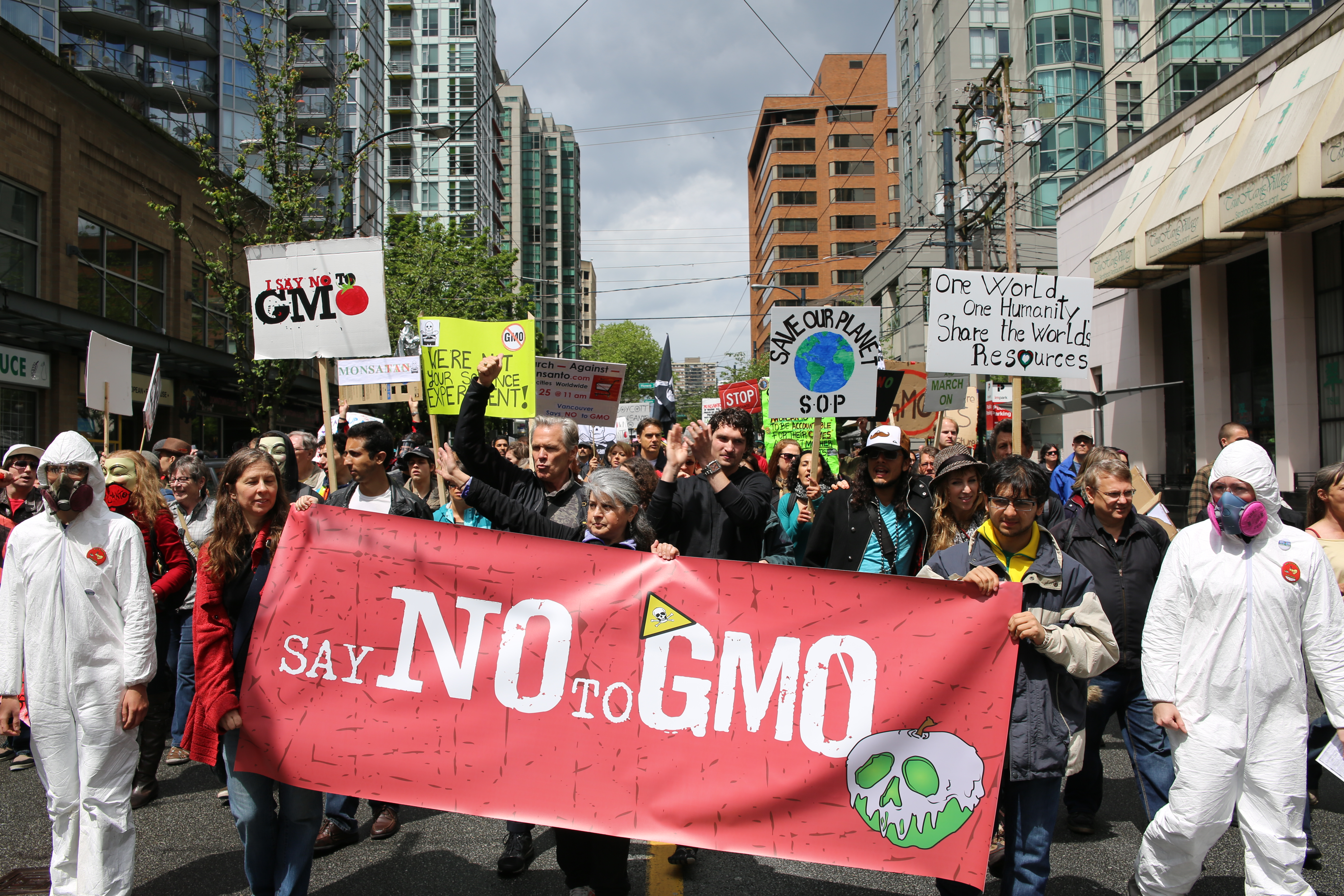
Manifestació ecologista contra l'empresa agrícola Monsanto i les seves llavors transgèniques.

L'ecologisme o ambientalisme és una ideologia, amb fonaments ètics i orientació política, que cerca protegir el medi natural a partir de fer canvis a les activitats humanes que el danyen o perjudiquen.
Les principals àrees de reivindicació i proposta de canvis són entorn de la contaminació, la protecció del medi ambient, el control de la població mundial i la conservació dels recursos naturals. L'ecologisme també cerca orientar l'organització política i econòmica cap a la protecció i restauració del medi ambient.
L'ecologia en tant que ciència consisteix a comprendre el funcionament dels ecosistemes, elaborant-ne les teories explicatives, així com estudiar les espècies vivents i les seves relacions amb els seus hàbitats. L'ecologisme està estretament lligat a l'ecologia i a la història de l'ecologia. Les informacions tretes dels estudis científics són utilitzades pels militants de l'ecologisme.
Es troba molt proper a altres moviments com el moviment antimilitarista, el moviment feminista o el socialisme.

## Història

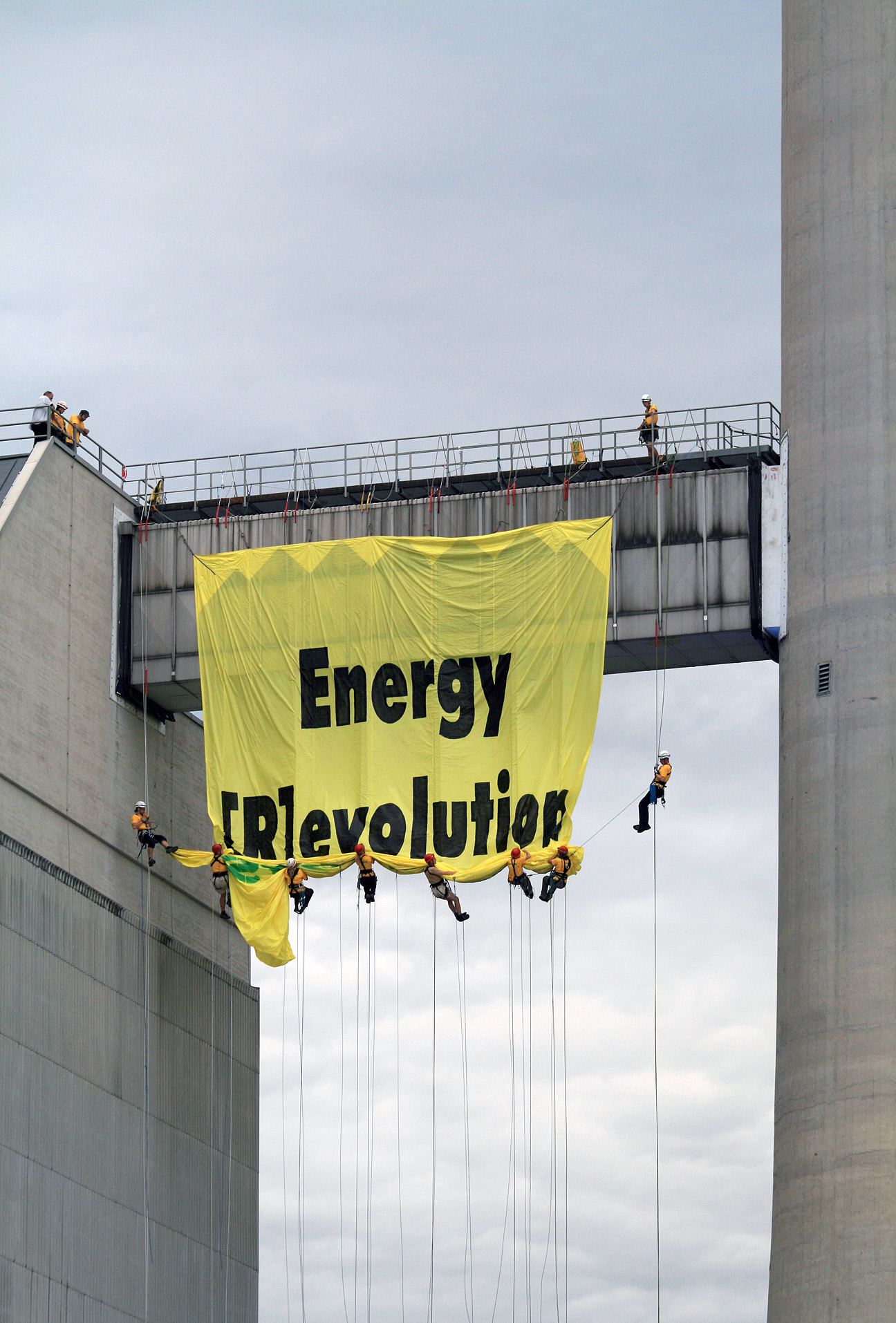
Acció reivindicativa contra l'energia nuclear per part de l'organització ecologista Greenpeace.

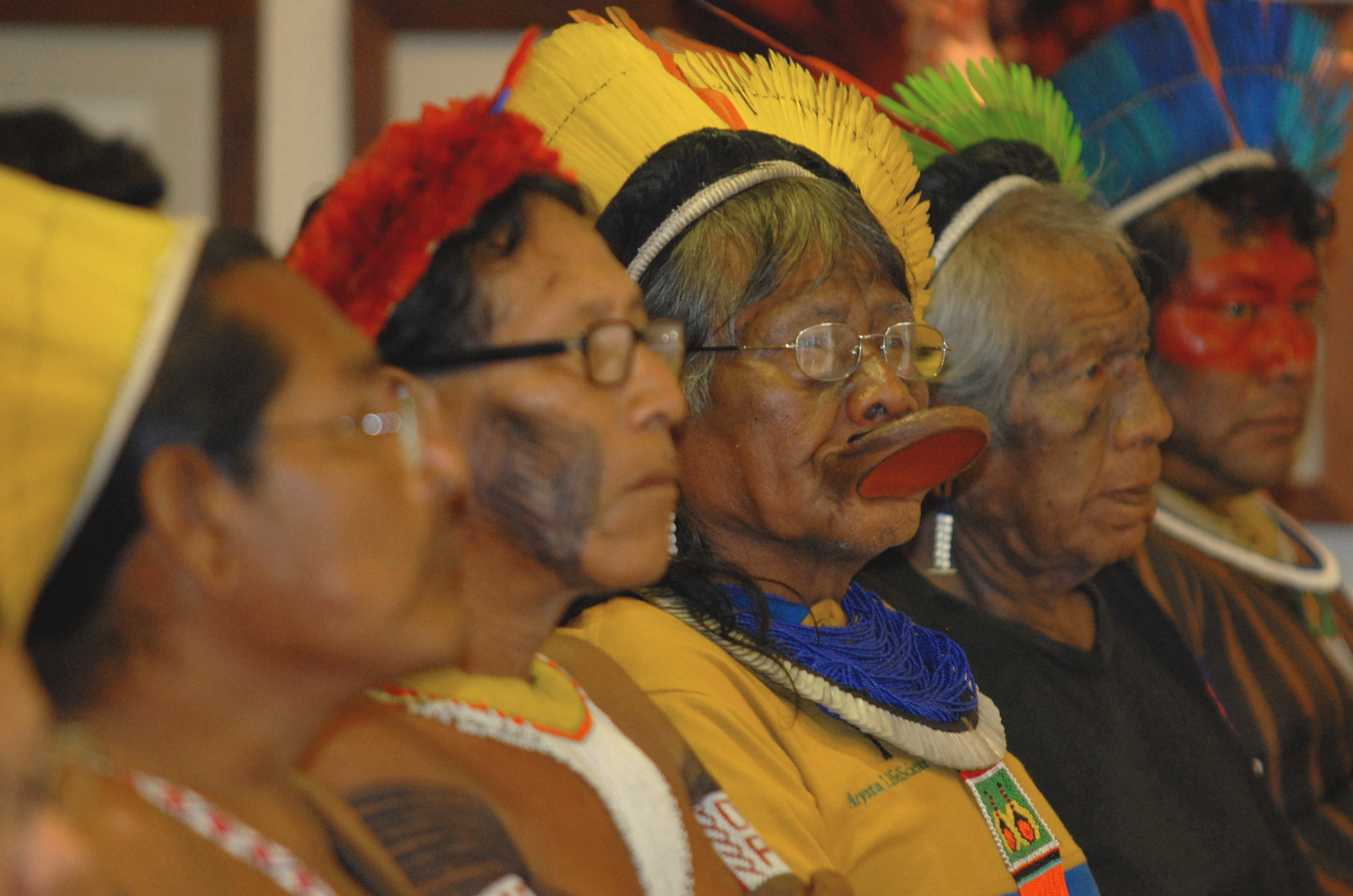
El Cap Raoni, figura emblemàtica contra la desforestació de les selves de la conca amazònica, entre altres dirigents amerindis brasilers

Els corrents de pensament que inspiren l'ecologisme modern provenen d'Europa i dels Estats Units al segle xix.
Tanmateix les preocupacions «ecologistes», de protecció de la natura sobre bases ètiques, filosòfiques o religioses són molt anteriors: moltes lleis s'han promulgat que poden ser qualificades d'ecologistes i des de l'antiguitat: de la protecció dels boscos a Ur (Mesopotàmia) cap al 2700 aC, els edictes de protecció dels animals de l'emperador Ashoka a l'Índia (256 aC), de la primera «reserva natural» del món (un santuari de la vida salvatge) a Sri Lanka algunes dècades més tard fins a la primera llei de protecció dels ocells a l'illa de Farne l'any 676, etc.
Una de les primeres accions col·lectives contra la desforestació data del 1720, a l'Índia.
Henry David Thoreau (1817-1862), considerat el primer ecologista, reflecteix el seu pensament a Walden o la vida als boscos,  obra que va escriure després de fer l’experiment d’anar-se’n a viure dos anys al bosc de manera autosuficient en una cabana construïda per ell mateix. Els temes fonamentals que apareixen en aquesta obra són: la tornada a la naturalesa i el seu redescobriment; la seva «economia natural», amb la qual demostra que es pot viure respectant la naturalesa, amb bona part de la subsistència garantida, utilitzant fonts d’energia renovables, amb una economia circular i no lineal, i treballant entre dues i quatre hores al dia; l’autosuficiència i la senzillesa, i els animals, als quals s'acosta i tracta com a un company més.
Un dels primers pensadors associat a la lluita social i la preocupació ecologista va ser l'anarquista Élisée Reclus (1830-1905).
El 1864, George Marsh va publicar L'home i la natura (Man and nature), la primera anàlisi sistemàtica de l'impacte destructiu de la humanitat sobre el medi ambient, que va esdevenir una obra de referència per al moviment ecologista. Deu anys més tard el terme 'ecologia' va ser encunyat pel zoòleg alemany Ernst Haeckel.
La primera organització internacional de conservació de la natura es va fundar el 1948, la Unió Internacional per la Conservació de la Natura (World Conservation Union o International Union for Conservation of Nature and Natural Resources (IUCN). La seva seu es troba a Suïssa.
Als anys 1960, als Estats Units les preocupacions ecologistes ressorgiren amb els problemes de contaminació, per exemple el DDT com en el llibre Primavera silenciosa de Rachel Carson, els moviments antinuclears amb la biòloga Barry Commoner com a precursora a finals dels anys 1950. La manifestació més important del món fins aquell moment va tenir lloc el 22 d'abril de 1970 per demanar la protecció del medi ambient.
Als anys 1970 va aparèixer un nou tipus de mobilitzacions d'urgència. Per exemple, per no respectar l'embargament sobre la caça de balenes, l'organització Greenpeace, aleshores recent fundada, protegí les balenes posant-se davant dels baleners.

## Temes
El desenvolupament de l'ecologisme es fa a favor de la presa de consciència de la degradació del medi ambient (risc nuclear, capa d'ozó, contaminació, plaguicides, efecte d'hivernacle, ecocidis, escalfament global, esgotament dels recursos naturals).

### Contaminació
La contaminació és un problema ambiental pel planeta Terra (que genera abocadors, rius contaminats, residus radioactius…), i pels recursos, que es desaprofiten quan es generen en excés (l'energia i materials necessaris per fer els béns, que després es convertiran directament en residus).
L'ecologisme proposa com a primer lloc la llei de les tres R: la «reducció» dels productes innecessaris (excés d'embolcalls o envasos, productes d'un sol ús (piles, càmeres de fotos, etc.); la «reutilització» (com antigament es feia amb els envasos de vidre dels iogurts o les begudes), i el «reciclatge», si es reciclen les matèries primeres s'estalvia en l'extracció (i esgotament) de recursos naturals que de vegades tenen un gran alt cost ambiental (com les mines de bauxita, per extreure'n alumini).